# Ted Ström
Knut Teodor "Ted" Ström, född 19 november 1944 i Göteborg, är en svensk musiker, kompositör, målare och grafiker. Ted Ström var en föregångare inom svensk proggmusik, var medlem i Contact och har även skrivit "Vintersaga". Han är son till Carl Johan Ström. 

## Biografi
Ström föddes i Göteborg, i en släkt där många arbetade inom teatern. En halvsyster på moderns sida är skådespelerskan Lena Söderblom. 1960 flyttade han med familjen till Stockholm, där föräldrarna började arbeta på den nystartade stadsteatern.
Ted Ström var en av proggmusikens föregångare. Efter studenten utbildade han sig visserligen på Konstfack, men snart kom musikintresset att ta överhanden. Han var 1968–72 med i gruppen Contact, med vilken han spelade in "Hon kom över mon" tillsammans med folkmusikerna i Skäggmanslaget. Han ingick även i gruppen Norrbottens Järn och har därutöver gjort sig ett namn som kompositör. 
1984 fick Ström stor framgång med låten "Vintersaga" som utöver honom själv sjungits in av bland andra Monica Törnell, Jerry Williams, Amanda Bergman och Loa Falkman. Han gjorde också musiken till en stor del av Lars Molins TV-dramatik. Han skrev texten till låten "Jag reser mig igen" (musik: Thomas G:son), vilken framfördes av Thorsten Flinck & Revolutionsorkestern i Melodifestivalen 2012.  
Ted Ström är tillika verksam som konstnär och som sådan inriktad på akvarell och grafik.

## Diskografi (LP/CD)

### Soloalbum
- 1973 - Knut Teodor Ström
- 1977 - Kärva lägen
- 1979 - För evigt ung,
- 1984 - Ge mig mer
- 1986 - Stråk
- 1987 - När natten vänder
- 1989 - Intercity
- 1992 - 1 000 & ett liv
- 1999 - regi: Lars Molin, musik: Ted Ström
- 2013 - Efter alla dessa år
- 2021 - Skiften

### Övriga album
- 1970 - Nobody Wants to Be Sixteen (Contact)
- 1971 - Hon kom över mon (Contact)
- 1971 - Utmarker (Contact)
- 1975 - Drömmarnas Värld (Norrbottens Järn)
- 2004 - Samma vindar, samma dofter 1968-2004 (Contact)
- 2005 - Vinterhamn (med Björn J:son Lindh, Torbjörn Carlsson, Marie Nordenmalm, Nora Kammarkör (tidigare Gyttorpskören) och Nora Kyrkokör)

## Filmmusik
- 1978 – Vårt lilla bo
- 1980 – Hallå, det är från kronofogden
- 1981 – Höjdhoppar'n
- 1985 – Korset (TV-serie)
- 1986 – Fläskfarmen
- 1986 – Kunglig toilette
- 1989 – Tre kärlekar (TV-serie)
- 1989 – Tiger Rag (TV-serie)
- 1992 – Kejsarn av Portugallien (TV-serie)
- 1994 – Sommarmord
- 1996 – Potatishandlaren
- 1998 – Ivar Kreuger (TV-serie)
- 1998 – Den tatuerade änkan (TV-serie)
- 2007 – Blåbärskriget